# ショランシュ
ショランシュ（仏: Choranche）は、フランスのローヌ＝アルプ地域圏、イゼール県に属するコミューン。

## 地理
県南西部に位置するヴェルコール台地のブルヌ峡谷にある。西へ流れるブルヌ川の斜面にいくつか村落が築かれており、川沿いに県道531号が通る。北東でランキュレルと、東でサン＝ジュリアン＝アン＝ヴェルコールと、南西でシャトゥリュと、北でプレスルとそれぞれ接する。このうちサン＝ジュリアン＝アン＝ヴェルコールは山を挟んで位置しており、ドローム県の帰属となる。

## 行政
- 首長 - ブルヌ＝ブランシュ・ベルナール（Bourne-Branchu Bernard、2008年3月から）
- 前首長 - アンリ＝ジャック・サンティ（Henri-Jacques Sentis）

議会は首長も含めて11人で構成される。現在の第一助役はランクード・ジルー・モニク（Rancoud Guillou Monique）。

## 人口の推移[1]
| 1962年 | 1968年 | 1975年 | 1982年 | 1990年 | 1999年 | 2007年 |
| ------ | ------ | ------ | ------ | ------ | ------ | ------ |
| 147    | 149    | 115    | 130    | 132    | 130    | 134    |

## 観光スポット

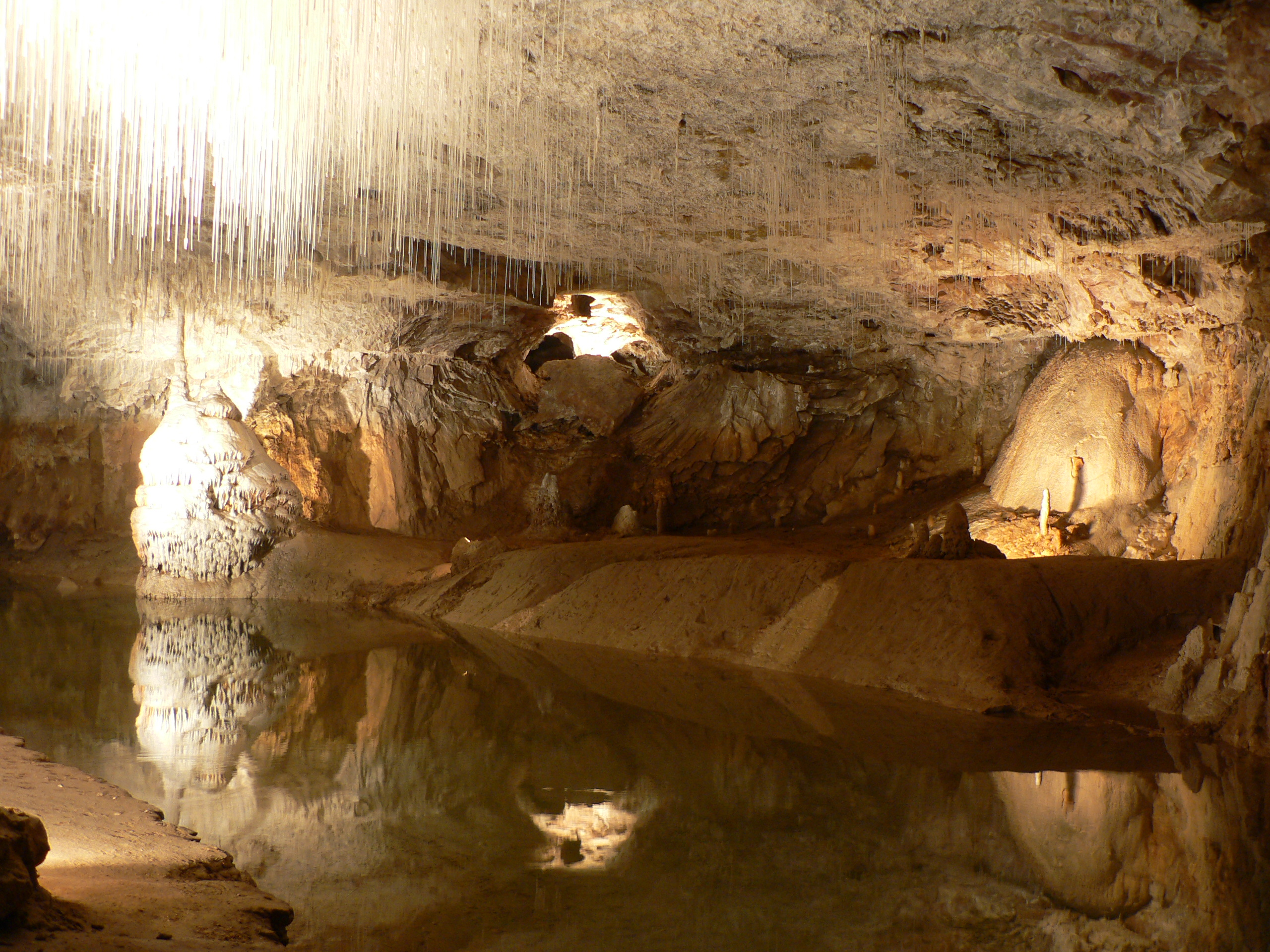
ショランシュ洞窟

19世紀にコミューンの域内で洞窟が発見され、「ショランシュ洞窟」と命名された。地下道の長さは30kmにも及ぶ。